# Charris
Ángel Mateo Charris conhecido como Charris (Cartagena, 10 de Maio de 1962) é um pintor espanhol, cuja obra tem sido englobada pela crítica como um referente das tendências neometafísicas. 

## Biografia
Charris nasceu em Cartagena, em 10 de maio de 1962 e se licenciou pela Faculdade de Belas Artes de São Carlos de Valência em 1985.